# صحيفة الجهاد
صحيفة الجهاد هي صحيفة يومية سياسية مصورة صدرت في مدينة القدس عام 1953، وكان محمود أبو الزلف المحرر المسؤول فيها، وترأس سليم الشريف تحريرها. عالجت الجهاد خلال فترة صدورها الشؤون السياسية والاقتصادية والاجتماعية والثقافية، وكانت من الصحف الواسعة الانتشار في الأردن. استمرت الجهاد في الصدور إلى أن توقفت في مارس 1967، بناء على قرار الحكومة الأردنية الرامي إلى تعطيل الصحف الأردنية، وإعادة تنظيمها من جديد. أعيد إصدارها فيما بعد تحت اسم «القدس» وقد خطف مجهولون رئيس تحريرها سليم الشريف وقتلوه.